# Trichoscarta reducta
Trichoscarta reducta är en insektsart som beskrevs av Schmidt 1910. Trichoscarta reducta ingår i släktet Trichoscarta och familjen spottstritar. Inga underarter finns listade i Catalogue of Life.